# مجیدرضا آیت‌اللهی
مجیدرضا آیت‌اللهی پژوهشگر ایرانی و استاد مهندسی مکانیک دانشگاه علم و صنعت ایران است. او دارای بیش از بیست هزار ارجاع در پایگاه گوگل اسکولار است. 
او در سال ۱۳۹۶ به‌عنوان استاد ممتاز دانشگاه علم و صنعت معرفی شد.
آیت‌اللهی فارغ‌التحصیل دورهٔ دکتری از دانشگاه بریستول است.